# 李在公 (萬曆進士)
李在公（1564年—？），字古理，號養白。浙江嘉興縣人，明朝政治人物。

## 生平
萬曆十六年（1588年）戊子科浙江鄉試舉人。萬曆二十年（1592年）登壬辰科三甲六十八名進士。都察院觀政，六月授福建同安縣知縣。因與同知不合被劾，二十六年（1598年）補東鄉縣，二十九年丁父憂，三十一年再補旌德，三十三年罷歸。

## 家族
曾祖父李文敏；祖父李洪，耆德；父親李律，號見台。母趙氏，封太孺人